# Старосаксонська мова
Старонижньонімецька мова або Старосаксонська мова — мова германської групи, індоєвропейської мовної сім'ї. Найбільш рання записана форма нижньонімецької мови. Фіксувалась з 8 до 12 століття півночі сучасної Німеччини та в Нідерландах. Була достатньо близькою до старофризької, староанглійської та старонідерландської. Розвинулась в середньонижньонімецьку в XII ст.

## Поширення

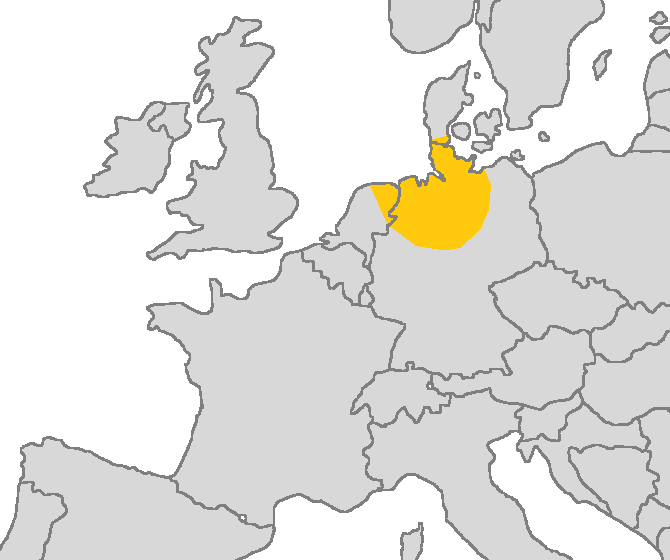
Мапа поширення старонижньонімецької мови

Район, де в 8-12 століттях говорили старонижньонімецькою або старосакською, збігається з територією нинішньої півночі Німеччини, а саме землями Нижньої Саксонії, Вестфалії та Саксонії-Ангальт і голландських провінцій Дренте, Гронінген, Оверейсел і Гелдерланд. На півдні межа між старонижньонімецькою та староверхньонімецькою пролягав лініями між місцевостями Мерзебург і Геттінген та Зауерланд і Рур. На заході межами старонижньонімецької була мілководна затока Зейдерзе. Північний кордон між старофризькою та старонижньонімецькою пролягав лінією Гронінген — Бремергафен. На сході мова межувала зі слов'янськими діалектами, на півночі з давньоскандинавською.

## Характеристика мови
Старонижньонімецька мова не брала участь у другому (верхньонімецькому) пересуванні голосних, і тому зберегла вибухові приголосні звуки p, t, k, які були замінені в давньоверхньонімецькій мові різними фрикативами та африкатами. Німецькі дифтонги ai, au перетворилися в довгі голосні звуки ē, ō, відповідно, тоді як в давньоверхньонімецькій мові вони перетворювалися або в ei, ou, або в ē, ō залежно від наступного за ним приголосного звуку. Старонижньонімецька, єдина із західногерманських мов, зберегла германський -j- після приголосного звуку, наприклад, hēliand «рятівник» (давньоверхньонімецька — Heilant, староанглійська — Hǣlend, готська — Háiljands). Німецький умляут присутній тільки у вигляді короткого a, і не послідовний, наприклад, hebbean або habbian «мати» (староанглійська — Hebban).

## Тексти
Збереглося всього кілька текстів, особливо в молитвах, що відносяться до хрещення, написаних саксами по завіті Карла Великого. Єдиний збережений літературний текст Heliand.
- Heliand
- Фрагмент Книги Буття
- Trierer Blutsegen
- Wurmsegen
- Spurihalz
- Давньосаксонська молитва
- Комментарі до псалмів
- Пенітенціарія
- Гомілія біди високоповажного
- Credo
- Essener Heberegister